# حبيل العربي (حبيل جبر)

تعديل مصدري - تعديل

حبيل العربي هي إحدى قرى عزلة حبيل جبر بمديرية حبيل جبر التابعة لمحافظة لحج، بلغ تعداد سكانها 76 نسمة حسب تعداد اليمن لعام 2004.